# Asota confluens
Asota confluens là một loài bướm đêm trong họ Erebidae.